# Psary (powiat turecki)
Psary – wieś w Polsce położona w województwie wielkopolskim, w powiecie tureckim, w gminie Przykona.
Wieś położona jest 8 kilometrów na południowy wschód od Turku oraz 1 kilometr na północ od Przykony, w pobliżu Osadnika Gajówka.
Do 1937 roku siedziba gminy Wichertów. W latach 1975–1998 miejscowość należała administracyjnie do województwa konińskiego.

## Kościół i parafia w Psarach
Pierwsze wzmianki o parafii w Psarach pochodzą z XIV wieku. Pierwszy kościół był drewniany, postawiony w 1811 roku, z fundacji J. Watty-Kosieckiego, sędziego konińskiego i dziedzica Psar.
Nowy kościół, pod wezwaniem Nawiedzenia Najświętszej Maryi Panny, projektu Stanisława Wojciechowskiego, powstał w latach 1911–1913 na miejscu poprzedniej świątyni. Inicjatorem jego budowy był ówczesny proboszcz tutejszej parafii, ksiądz Z. Guranowski. Zbudowany jest w stylu secesyjnym z czworokątną wieżą umieszczoną w fasadzie świątyni. Kościół jest trójnawowy.
Polichromia, mieszcząca się we wnętrzu obecnej świątyni, wykonana została w 1934 roku według wcześniejszego projektu Eligiusza Niewiadomskiego. Rokokowy ołtarz pochodzi z Kalisza. W łuku tęczowym znajduje się XVII-wieczny krucyfiks. Pozostałe rzeźby wykonane są w stylu rokokowym.
W latach 1982–1988 przeprowadzono gruntowny remont kościoła i odnowiono polichromię.